# Melanotopelia africana
Melanotopelia africana är en lavart som först beskrevs av Sérus., M. Brand, Ertz, Eb. Fischer, Killmann & van den Boom, och fick sitt nu gällande namn av Sérusiaux, Brand, Fischer, Killmann. Melanotopelia africana ingår i släktet Melanotopelia och familjen Graphidaceae.   Inga underarter finns listade i Catalogue of Life.